# Zwischbergen
Zwischbergen (toponimo tedesco; informalmente anche Gondo-Zwischbergen; in italiano Vaira, desueto) è un comune svizzero di 78 abitanti del Canton Vallese, nel distretto di Briga.

## Geografia fisica
Zwischbergen è  situato a sud dello spartiacque alpino e si trova nella Zwischbergental (val Vaira in italiano), valle laterale della Val Divedro. Appartiene quindi al bacino idrografico del Po, trovandosi a sud del passo del Sempione, ed è attraversato dal torrente Grosses Wasser che confluisce nel Diveria (in tedesco Chrumm Bach) in prossimità dell'abitato di Gondo.

## Storia
Antico paese del Novarese, nel Duecento subì l’immigrazione di popolazioni tedesche dal passo del Sempione che lo germanizzarono, tanto che nel 1291 il vescovo di Sion lo acquistò. A testimonianza dell’antico legame tuttavia, solo nel 1822 la parrocchia passò dalla Diocesi di Novara alla Diocesi di Sion.

## Monumenti e luoghi d'interesse
- Diga di Serra.

## Società

### Evoluzione demografica
L'evoluzione demografica è riportata nella seguente tabella:
Abitanti censiti

### Etnie e minoranze straniere
La sua popolazione, sebbene germanizzata da molto tempo, è in parte di antica origine italiana.

### Lingue e dialetti
Zwischbergen è un comune di lingua tedesca.
| %     | Ripartizione linguistica (gruppi principali) |
| ----- | -------------------------------------------- |
| 88,5% | madrelingua tedesca                          |
| 3,8%  | madrelingua spagnola                         |
| 5,1%  | madrelingua italiana                         |

## Geografia antropica

### Frazioni
- Bellegge
- Bifig
- Bord
- Egerten
- Furgge

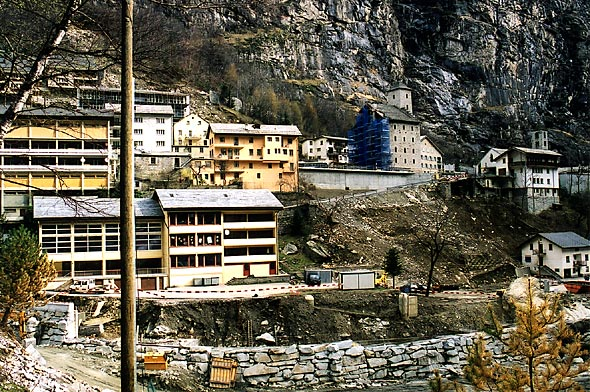
Gondo

- Gondo, località principale e sede comunale
- Hof
- Katzhalden

## Economia
Fino alla fine del XIX secolo fu praticata l'attività estrattiva dell'oro nelle miniere gestite dalla famiglia Stockalper. L'oro si trovava sotto forma di inclusioni microscopiche nella pirite contenuta negli ortogneiss granitici.

## Amministrazione
Ogni famiglia originaria del luogo fa parte del cosiddetto comune patriziale e ha la responsabilità della manutenzione di ogni bene ricadente all'interno dei confini del comune.